# (24679) Van Rensbergen
(24679) Van Rensbergen est un astéroïde de la ceinture principale.

## Description
(24679) Van Rensbergen est un astéroïde de la ceinture principale. Il fut découvert le 3 novembre 1989 à La Silla par Eric Walter Elst. Il présente une orbite caractérisée par un demi-grand axe de 2,22 UA, une excentricité de 0,12 et une inclinaison de 6,2° par rapport à l'écliptique.

## Compléments